# ۲۱ خرداد
۲۱ خرداد هشتاد و سومین روز از سال در گاه‌شماری خورشیدی است. به پایان سال ۲۸۲ روز (۲۸۳ روز در سال کبیسه) باقی‌است.

## رویدادها
- ۱۳۵۷ - رقابت ۲۱ خرداد ۱۳۵۷ تیم ملی فوتبال ایران با تیم ملی فوتبال پرو در جام جهانی فوتبال  ۱۹۷۸
- ۱۳۸۵ - رقابت ۲۱ خرداد ۱۳۸۵ تیم ملی فوتبال ایران با تیم ملی فوتبال مکزیک در جام جهانی فوتبال ۲۰۰۶
- ۱۳۹۲ - رقابت ۲۱ خرداد ۱۳۹۲ تیم ملی فوتبال ایران با تیم ملی فوتبال لبنان در مرحله مقدماتی جام جهانی فوتبال ۲۰۱۴ (آسیا)
- ۱۳۹۳ - انتشار اولیه مجموعه تلویزیونی خندوانه
- ۱۴۰۰ - رقابت ۲۱ خرداد ۱۴۰۰ تیم ملی فوتبال ایران با تیم ملی فوتبال کامبوج در مرحله مقدماتی جام جهانی فوتبال ۲۰۲۲ (آسیا) و مرحله مقدماتی جام ملت‌های آسیا ۲۰۲۳

## زادروزها
- ۱۲۹۱ - محمدحسن گنجی، استاد جغرافیای ایرانی، پدر جغرافیای نوین و هواشناسی ایران
- ۱۳۲۱ - فریدون شهبازیان، آهنگساز
- ۱۳۲۴ - سیاوش قمیشی ، آهنگساز و خواننده ایرانی[۱]
- ۱۳۴۱ - حسین بهروزی‌نیا ، نوازنده ایرانی بربط
- ۱۳۵۶ - مهناز افشار، بازیگر سینمای ایرانی
- ۱۳۹۲ -  کیان پیرفلک، از کشته‌شدگان حمله به بازار ایذه

## مرگ‌ها
- ۱۳۸۳ - لوریک میناسیان ، هنرپیشه سینما و تلویزیون ایرانی
- ۱۳۹۰ - هدی صابر، روزنامه‌نگار و فعال ملی-مذهبی و زندانی سیاسی
- ۱۳۹۱ - روشنک (گوینده)، صداپیشه رادیو ایران
- ۱۳۹۵ -  حبیب محبیان، خواننده
- ۱۴۰۲ - کشته‌شدن پویا مولایی‌راد